# Jeff Merrow
(en) Statistiques sur pro-football-reference
Jeffrey Colin Merrow, né le 12 juillet 1953 à Akron (Ohio) est un joueur américain de football américain évoluant au poste de defensive end.

## Carrière

### Université
Merrow joue pour son université à partir de la saison 1972 où il montre son talent, notamment en 1973 où il domine sa défense avec 141 tacles dont quinze pour des pertes, six sacks et un fumble récupéré. En 1974, il fait 134 tacles, sept pour des pertes, trois sacks et deux fumbles récupérés.

### Professionnel
Jeff Merrow est sélectionné au onzième tour du draft de la NFL de 1975 par les Falcons d'Atlanta au 263e choix. Pour sa première saison en professionnel, il est titulaire au poste de defensive end. Pendant trois saisons, il s'impose comme titulaire avant d'être blessé durant la saison 1979, ne jouant que trois matchs. En 1980, il revient d'une belle manière en jouant tous les matchs de la saison comme titulaire avant de perdre du temps de jeu  à partir de la saison 1981. Après une saison 1982 poussif, il fait sa dernière saison parmi l'élite en 1983 en jouant seize matchs dont douze comme titulaire, effectuant trois sacks.

## Famille
Le plus jeune fils de Jeff, Thor Merrow, fait ses études à l'université de l'Alabama du Nord, jouant dans l'équipe de football américain comme tight end.